# بئر السهباء
بئر السهباء هي بئر غاز تقع جنوب حقل الغوار في المملكة العربية السعودية. أعلن وزير الطاقة السعودي الأمير عبد العزيز بن سلمان عن اكتشاف البئر في 27 ديسمبر 2020.

## الإنتاج
أوضح وزير الطاقة السعودي الأمير عبد العزيز بن سلمان في تصريح لوكالة الأنباء السعودية، أن « الغاز تدفق من بئر السهباء، بمعدل 32 مليون قدم مكعبة قياسية يومياً.»